# 타타와 쿠마
《타타와 쿠마》(영어: Tata & Kuma)는 EBS와 5BRICKS에서 제작된 대한민국의 애니메이션이다. 2022년 3월 2일부터 2022년 8월 24일까지 매주 수요일 저녁 6시 45분에 방송되었다.

## 방송 일시
| 방송 채널 | 방송일                    | 방송 시간                    |
| --------- | ------------------------- | ---------------------------- |
| EBS 1TV   | 2022년 3월 2일 ~ 8월 24일 | 매주 수요일 저녁 6:45 ~ 7:00 |

## 등장인물
- 타타(개/닥스훈트)
- 쿠마(고양이)
- 닥터 딩딩(외계인)
- 첸퐁(휴대전화)
- 포비(토끼+뱀파이어)

## 목소리 출연
- 전태열: 타타
- 김은아: 쿠마
- 엄상현: 닥터 딩딩, 볼트, 삐삐 스승
- 장예나: 포비
- 심규혁: 첸퐁
- 안장혁: 캡틴
- 이민규: 썬더
- 신용우: 미스터 블랙

## 제작진
- 제작지원: 방송통신위원회, 방송통신발전기금
- 책임 프로듀서: 안소진
- 프로듀서: 최미란
- 기획 / 감독: 조세헌
- TV 시리즈 개발: 조세헌, 조성윤
- 크리에이티브 디렉터: 조성윤
- 총괄 프로듀서: 유선재
- 제작 프로듀서: 김민정, 김인성
- 시나리오: 이명하, 정유리, 김지현, 구원경, 윤세하
- 스토리보드: 이환희, 김주석, 구유연, 정휘빈, 윤세하
- 레이아웃 감독: 조성윤
- 레이아웃: 최유진, 김민정
- 애니메이션 감독: 김상겸
- 캐릭터 디자인: 조성윤, 임다빈
- 캐릭터 디벨럽: 임다빈, 최유진, 박다예
- 원화: 김상겸, 이형화, 임다빈, 이은지, 정화원
- 배경 디자인: 최유진, 윤혜선, 김민정
- 소품 디자인: 최유진, 창지원, 전수민
- 그래픽 디자인: 김사랑, 고은경, 김민정
- 촬영 및 편집: 김사랑, 고은경, 김민정
- 동화: Da lian MuTong Animation (Zheng jun feng, yang mei, Zhou hong quan, sun shu yue, bian guan lun, zhao yu qi, li hong yang, Zhang jun, Yin xi xing)
- 종합 제작
  - 오프닝곡 작사: 동민호
  - 오프닝곡 편곡: 동민호, 이누리
  - 오프닝곡 노래: 김진양, 정태리
  - 기타: 이태욱
  - 엔딩곡 작사: 동민호
  - 엔딩곡 편곡: 동민호
  - 엔딩곡 노래: 동윤준
  - 엔딩곡 코러스: 김진양, 정태리
  - 기타: 이태욱
  - 음악: 동민호, 유태진 (studio MOJI)
  - 효과: 김지희, 김수경 (모모사운드)
  - 녹음&믹싱: 김학주 (DOOROO)
  - 기술감독: 우동철
  - 연출: 조성희
- 제작 지원: 한국콘텐츠진흥원, 광주정보문화산업진흥원
- 기획: EBS
- 제작: EBS, 5BRICKS

## 방영 목록
| 회차       | 제목                                                                         | 방송 일자       |
| ---------- | ---------------------------------------------------------------------------- | --------------- |
| 1화        | 1004호는 내 거야!대청소의 날수영장이 되어버린 1004호커밍 홈!                 | 2022년 3월 2일  |
| 2화        | 쿠마의 하루넘어오지 마!캡틴의 전설 1: 콧물괴물캡틴의 전설 2: 황금국자의 비밀 | 2022년 3월 9일  |
| 3화        | 첸퐁의 부활호위무사 첸퐁타타는 발명왕스피드                                  | 2022년 3월 16일 |
| 4화        | 불청객 타타와 쿠마웜홀 대작전오늘의 훈련하찮은 보고                          | 2022년 3월 23일 |
| 5화        | 쿠마의 목욕 시간폭풍 속으로딩딩의 이상한 버튼황야의 결투                     | 2022년 3월 30일 |
| 6화        | 닥터 딩딩의 육아 일기잼 뚜껑을 열어라!설거지 대결잃어버린 빨간 양말          | 2022년 4월 6일  |
| 7화        | 포비의 초대 (상)포비의 초대 (하)토마토 후계자최종 라운드                     | 2022년 4월 13일 |
| 8화        | 이상한 나들이 (상)이상한 나들이 (하)냉장고를 지켜라 (상)냉장고를 지켜라 (하) | 2022년 4월 20일 |
| 9화        | 뒤통수를 지켜라우르르쾅쾅 스타일!닥터 딩딩의 지구 불시착TV 몬스터            | 2022년 4월 27일 |
| 10화       | 비밀의 숲밀림의 왕자포비의 비밀쿠마, 첸퐁 그리고 쿠키                        | 2022년 5월 4일  |
| 11화       | 루비를 부탁해아기 손님, 루비더위와의 전쟁미스터 블랙                         | 2022년 5월 11일 |
| 12화       | TV 속으로딩딩의 이상한 모험사무엘송 VS 첸퐁사무엘송 구출 작전                | 2022년 5월 18일 |
| 최종화(13) | 삐삐 스승전설의 드래곤 권법지구 멸망의 날 1지구 멸망의 날 2                  | 2022년 5월 25일 |

## 같이 보기
관련 항목
- 코미디 애니메이션

방송 프로그램
- 우리말 겨루기 (KBS 교양운영팀 제작)
- 가족오락관, 상상오락관, 옥탑방의 문제아들 (KBS 예능운영팀 제작)
- 동물의 왕국, 동물의 세계, 동물극장 단짝 (KBS 1TV)
- 주주클럽, 슈퍼독, 단짝, 은밀하고 위대한 동물의 사생활, 개는 훌륭하다, 동물은 훌륭하다, 나는 아픈 개와 산다, 펫 비타민 (KBS 2TV)
- 동물일기, 야옹멍멍 귀여워, 세상에 나쁜 개는 없다, 고양이를 부탁해, 아기 동물 귀여워, 펫하트, 극한 직업 (EBS 1TV)
- 세계의 비밀 수호대 번개맨 (EBS 2TV)
- 와우! 동물천하, 애니멀즈, 하하랜드, 오래봐도 예쁘다, 2020 추석특집 아이돌 멍멍 선수권대회, 심장이 뛴다 38.5 (MBC TV)
- TV 동물농장, 어쩌다 마주친 그 개, 펫미픽미, 푸바오와 할부지, 생활의 달인, 더솔져스, 검은 양 게임 (SBS TV)
- 마리와 나, 그랜드 부다개스트, 우리집 막내극장 (JTBC)
- 기막힌 동물원, 우리집에 해피가 왔다 (MBN)
- 동고동락, 개먼드라마 파트라슈 (TV조선)
- 대화가 필요한 개냥, 냐옹은 페이크다, 캣츠 앤 독스, 슬기로운 의사생활, 슬기로운 의사생활 시즌2, 해치지 않아, 해치지 않아 X 스우파, 슈퍼액션 (tvN)
- 펫토리얼리스트 (온스타일)
- 이 주의 책 (cpbc FM)
- 개별방송, 식빵 굽는 고양이, 잘살아보시개, 오 마이 펫, 여자친구! 강아지를 부탁해, 펫 닥터스 (skyPetpark)
- 상상고양이 (MBC 에브리원)
- 달려라 댕댕이 (MBC 에브리원, MBC 스포츠플러스 공동 제작)
- 펫츠고! 댕댕트립 (SBS 플러스)
- 소나무의 펫하우스 (SBS M)
- 라디오 북클럽, 주말하이킥 이윤석입니다 (MBC 표준FM)
- 개밥 주는 남자, 너는 내 운명, 서민갑부 (채널A)
- 천재! 시무라 동물원 (日 NTV)
- 도그 위스퍼러 (美 NGC채널)
- 지옥에서 온 고양이 (美 애니멀 플래닛)
- 개과천선 아메리카 (영국 채널 4, Sky One)